# John Abbotts
John Abbotts (* 10. Oktober 1924 in Goldenhill, Stoke-on-Trent; † 10. Februar 2008 in Stoke-on-Trent) war ein englischer Fußballspieler.

## Karriere
Abbotts spielte im Lokalfußball von Stoke für die Klubs Meakin’s und Ravenscliffe, bevor er im Mai 1949 zum Profiklub Port Vale in die Football League Third Division South kam. Der Defensivspieler kam während seiner vierjährigen Zugehörigkeit lediglich in der Saison 1950/51 zu drei Pflichtspieleinsätzen. Zunächst im August 1950 als rechter Verteidiger gegen den AFC Newport County (Endstand 1:2), im März 1951 folgten zwei Spiele als Mittelläufer gegen Plymouth Argyle (2:1) und den FC Watford (0:2). Im Mai 1953 verließ Abbotts Port Vale wieder.